# محمد خمامی
حاج ملا محمد خمامی (زاده ۱۲۰۰ خورشیدی – درگذشته بهمن ۱۲۸۷) مرجع تقلید و رهبر دینی مردم گیلان در عصر مشروطه بود و حتی به اجرای حدود و تعزیرات می‌پرداخت. او از مخالفان مشروطیت بود که به شیخ فضل‌الله نوری پیوست و از مشروعه دفاع کرد و در گیلان دست به دست سردار افخم داده و به آزار و اذیت و تعرض به آزادیخواهان گیلانی پرداخت. او چند ماه قبل از شیخ فضل‌الله نوری در رشت و طی قیام مشروطه‌خواهان به رهبری معزالسلطان توسط مشروطه‌خواهان کشته شد.

## تولد
او در سال ۱۲۰۰ خورشیدی در خمام به دنیا آمد. پدرش از خرده مالکان متدین خمام بود. زمانی که او به سنین جوانی پا گذاشت برای کسب علوم دینی راهی حوزه علمیه نجف شد. مدت‌ها در حوزه علمیه نجف تحصیل کرد و از محضر اساتیدی چون میرزا حبیب‌الله رشتی بهره برد. تا اینکه به درجه اجتهاد نائل شد.

## بازگشت به گیلان

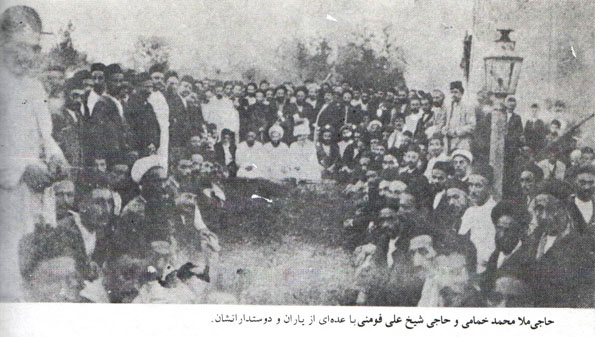

در زمان ناصرالدین شاه به گیلان بازگشت و در رشت ساکن شد. خانه‌اش در نزدیکی مسجد بادی الله رشت قرار داشت. مردم رشت به او «حاجی خمامی» می‌گفتند. حاجی خمامی مدت‌ها در رشت به تبلیغ دین و ارشاد مردم پرداخت. در اجرای احکام اسلامی بی باک بود و در گیلان حدود اسلامی را جاری می‌کرد. یک بار به خاطر اجرای حدود، از طرف ناصرالدین شاه به تهران احضار شد ولی در مقابل شاه هم بر سر موضع اش ایستاد و شاه را منکوب کرد. بعد از اینکه به رشت بازگشت آوازه اش به اقصی نقاط گیلان رسید. حاکم گیلان برای اجرای بسیاری از مسائل حکومتی محتاج بود که رضایت حاجی خمامی را جلب کند. مردم روستایی و ضعیف برای دادخواهی از حکّام یا خان‌های ظالم به نزدش می‌آمدند. او سال‌ها زعامت دینی مردم گیلان را بر عهده داشت و مجتهد بزرگ رشت به حساب می‌آمد. یک بار حاکم مستبد گیلان به یکی از روحانیون خوشنام رشت توهین کرده بود. وقتی خبر به حاجی خمامی رسید با یک اشاره، بازارها بسته شد و فضا متشنج گردید. شاه که از واقعه مطلع شد حاکم را بلافاصله عزل کرد و نامه‌ای برای معذرت خواهی به حاجی خمامی نوشت.
آیت‌الله خمامی به لحاظ مقام علمی و معنوی در عصر خود قرین نداشت. موقعیت او را با آقانجفی در اصفهان یا قربانعلی زنجانی در زنجان می‌توان مقایسه کرد. شمس گیلانی در وصف موقعیت او در گیلان می‌گوید:
مولی حاج خمامی رشتی، از اعاظم علما و وحید عصر خود بود. آن جناب در نفوذ کلمه و عظمت، هنوز در گیلان مثل آن دیده نشده و مرجع [تقلید] عده [کثیری] از گیلانیان بوده و ریاست تام گیلان با آن بزرگوار بوده. همیشه در محضر آن بزرگان فضلا حاضر بودند و اغلب، مشکلات گیلان به دست او حل می‌شد. مردی فقیه و عابد و با ورع و به زهد و تقوا بین خواص و عوام معروف بوده و تا زمان آن بزرگوار، کسی نتوانسته [علناً] مرتکب فسق و فجور شود. در ظاهر حدود شرعی را جاری می‌نمود و در سخاوت طبع و نفوذ کلمه، معروف و قضاوت تمام مردم گیلان در زمان مولانا، منحصر به او بوده و هر گرفتاری که برای گیلانیان رخ می‌داد، آن جناب برطرف می‌کرد. دوایر دولتی از آن جناب وحشت عجیبی داشتند و تا زمان حیاتش مساجد آباد و میخانه‌ها ویران بود. 
ملامحمد از چنان مقام اجتماعی والایی برخوردار بود که حتی دشمنانش نیز به آن اعتراف می‌کردند. برای مثال، با اینکه دشمنی با حاج خمامی در کتاب ابراهیم فخرایی آشکار است، ولی وی همچنان گونه‌ای از حقایق را بیان می‌کند. او دراین‌باره می‌نویسد:
حاجی ملا محمد خمامی: مرجعیتی را که ملاقربانعلی در زنجان و حاجی میرزا حسن مجتهد در تبریز و حاجی شیخ فضل‌الله نوری در تهران داشت، این مرجعیت را حاج خمامی در رشت دارا بود. ملایی بود مقتدر و دارای حوزه تدریس و محضرش جای حل و فصل مرافعات و نوشته‌جاتش نزد حکام شرع و عرف نافذ، چنان‌که معروف است یکی از فرزندان حاجی وکیل الرعایا را به منزلش طلبیده و به مناسبت نغمه تازه‌ای که از او و برادرانش به گوشش رسانیده بودند، نامبرده را کتک زده بود».
قدرت ملا محمد خمامی به اتباع ایرانی محدود نبود. نقل است وقتی وی باخبر شد یک نفر ارمنی تبعه روس ساکن رشت، با یک زن [محصنه] مسلمان ارتباط نامشروع داشته‌است گفت: «چنانچه این ارتباط به وضعی که تعریف می‌شود، توسط چهار شاهد عادل بر من مسلم شود، من حکم شرعی را در اینباره اعلام خواهم کرد.» پس از آنکه دو طلبه و دو فرد عادی که از شهود واقعه بودند، گواهی کردند، حاج خمامی فتوی داد هر دو مهدورالدم هستند و باید به قتل برسند. مردم به خانه آن زن ریختند، مرد روسی را کشتند و زن را سنگسار کردند.
در زمان مظفر الدین شاه و هم‌زمان با حاکمیت سعدالسلطنه نیز وقتی وی از روی ستم گوش فردی محترم و بی‌گناه را به دیوار میخ می‌کند، به اشاره حاج ملامحمد خمامی، بازارها بسته و شهر ناآرام می‌شود. خبر اعتصاب مردم به پایتخت رسید. مظفر الدین شاه به سرعت سعدالسلطنه را عزل کرد و در نامه‌ای به حاج خمامی، نوشت که فرزندش شعاع السلطنه را به زودی به گیلان خواهد فرستاد تا خطای حاکم معزول را جبران و از مردم گیلان به ویژه روحانیان دلجویی کند و سفارش کرد حاج خمامی حاکم جدید را به جای فرزندش بشناسد.
میرزا حسن رشدیه در رشت علاوه برهمکاری با مشروطه‌خواهان، بنا به پیشنهاد فرهنگیان گیلان در رشت و بندرانزلی مدرسه‌هایی به نام رشدیه دایر کرد. مدرسه رشدیه رشت را خود او اداره می‌کرد و مدرسه رشدیه بندرانزلی را میرزاحسن‌خان ناصر. بنا به دستور حاجی خمامی و سردار افخم، رشدیه و همدستان او را دستگیر می‌کنند. فخرایی در جنبش مشروطیت آورده‌است: در این هنگام حاجی میرزاحسن رشدیه (پیر معارف) را که با مشروطه‌خواهان همداستان بود، دستگیر [کردند و]چند روزی افصح و رشدیه هم زندان[و] هم‌صحبت یکدیگر بودند… تا اینکه افصح آزاد شد و میرزاحسن رشدیه را به مشهد تبعید کردند. رشدیه پس از آزادی از زندان رشت مدرسه انزلی و رشت را به فرهنگیان آنجا سپرده و خود عازم تهران شد.
او رسالت و وظیفه دینی خود را حفظ مرزهای اندیشه اسلامی و ایمان درست اسلامی می‌دانست، و در هر موقعیتی با کسانی که احساس می‌کرد سعی در تضعیف دین دارند، مقابله می‌کرد و در این مسیر از کسی پروا نداشت. به عنوان نمونه ملک المتکلمین در سال ۱۳۲۲. ق، در مسیر سفرش از طریق گیلان به اروپا، در رشت سخنرانی کرد و در سخنانش از مردم گیلان می‌خواست "افکار نو را قبول کرده و برای پیشرفت [مادی] و ترقی مملکت خود از ممالک راقیه [کشورهای اروپای غربی] پیروی کنند و…" آن زمان هنوز زمزمه آزادی و مشروطیت در میان نبود و سخنان ملک المتکلمین که از زبان فردی روحانی و دارای فضایی دینی ادا می‌شد، می‌توانست به حساب دعوت علما به پیروی از آداب و رسوم غربی گذاشته شود و در نتیجه مردم و نیز بسیاری از طلاب و روحانیون، بدون شناخت از شخصیت و مقاصد واقعی گوینده و لوازم سخنانش، در دین خود به شک و تردید کشیده شوند. خمامی به عنوان مجتهد تراز اول گیلان، بر خود لازم دید علیه این ناطق قیام کند و اعلام کرد این سخنان با اصول اسلام همخوانی ندارد. طلاب و مردم متدین بر ملک المتکلمین شوریدند، چنان‌که او بیش از چند روز نتوانست در رشت بماند.

## مشروطه
خمامی ابتدا بعد از مهاجرت علما به قم و صدور حکم مشروطه، از طرفداران و حامیان اصلی آن به حساب می‌آمد، چنان‌که حتی در ذی القعده الحرام ۱۳۲۴. ق فتوایی در تأیید مشروطه و وجوب شرکت در انتخاب نماینده، صادر کرد: «بسم الله تعالی. بر کافه عبادالله واجب و لازم است اهتمام در امر مشروطه. شک نیست که هرکس اخلال کند در امر مشروطه، داخل در جیش یزید بن معاویه‌است لعنهٔ الله علیهم اجمعین. الله الله الله العجل العجل العجل منتخبین را زودتر بفرستید که طولش اسباب سفک دماء و نهب اموال است. والسلام علی من اتبع الهدی.» در دوران مشروطه اول، منزل او یکی از مکان‌هایی بود که در آن بعضی از مجالس مشروطه خواهان تشکیل می‌شد. رابینو می‌نویسد: «برای انتخاب نماینده، در مکان‌های متعدد، از جمله در خانه حاجی خمامی مجالس متعدده تشکیل شده و سرانجام آقامحمد وکیل التجار به نمایندگی انتخاب شدند.» خمامی، پس از انتخابات، با فرستادن تلگرافی به سیدین آقاسیدمحمد طباطبائی و سیدعبدالله بهبهانی از خداوند برای ایشان و وکلاء مجلس ملی مرکزی طلب توفیق و تأیید نمود و اعلام کرد که بحرالعلوم یکی از علمای رشت را به عنوان نماینده مجلس شورای ملی به تهران فرستاده: 
حضور مبارک حضرت حجت‌الاسلام آقای آقاسیدمحمد و آقای آقاسیدعبدالله ــ دام ظلهما ــ از طرف دعاگویان علما گیلان جناب مستطاب آقای حاج بحرالعلوم سلمه الله منتخب و حرکت کرده‌اند و از خداوند متعال تأیید ایشان و وکلاء مجلس ملی مرکزی را خواهانیم. (حاجی خمامی و امام جمعه و سایرین)

او با مشروطه خواهانی که در کنسولگری انگلیس تحصن کرده بودند مخالفت کرد و کار آن‌ها را تقبیح نمود. کارهای مشروطه خواهان او را آزار می‌داد. 
در اواخر شعبان ۱۳۲۵ حاجی خمامی رشتی، که ملک‌المتکلمین را تکفیر کرده بود، شخصاً در مجلس حضور یافت و بر وفاداری خود به مشروطه با قید قسم به قرآن تأکید کرد. آیت‌الله بهبهانی رئیس مجلس شورای ملی و از رهبران مشروطه در همان جلسه گفت: «آقای حاجی خمامی یکی از علمای بزرگ و اول ساعی و مجاهد در پیشرفت اساس مشروطیت هستند.» توصیف شیخ ابراهیم زنجانی از آن روز:
روزی یک نفر شیخ ریش سفید و انبوه با عمامه بزرگ، که طعنه بر گرز سام زده و سایه بر دوش آن سپر افکنده در سر و سبحه در دست، با قریب سی نفر ژولیده عمامه‌ها و کشیده قد و دراز قباها و نعل عربی پوشان و عباها بر زمین کشان، با سید عبدالله [بهبهانی] و سید محمد [طباطبایی] وارد پارلمنت شدند و یک قسمت آن مجلس بزرگ را گلستان عمامه نمودند. سید عبدالله نطق کرد که این جناب حجت‌الاسلام و اب‌الایتام و مروج‌الاحکام و مبین‌الحلال و الحرام و زیب مکه و مقام و مرجع الخواص و العام و ملاذالانام و منبع الفیض و الابرام و منقح القول و الکلام جناب حاجی ملا محمد خمامی رشتی است که چند ماه است طهران را مزین بلکه ایران را به قدوم بر پایتخت گلشن نموده بود. الان استقبال ماه رمضان برای هدایت و نجات بندگان خدا از نار نیران، عزیمت گیلان فرموده، خواست نوربخش پارلمنت شده و تودیع حق‌طلبان نماید. چون به این بزرگوار نسبت داده که مخالف طریقه عدالت و ضد اساس مشروطیت است تصریح می‌فرمایند که بقاء اسلام، چنان‌چه تمام علمای اعلام تقریر فرمودند، موقوف به اقامه این مجلس است و حفظ مملکت ایران هم آغوش با تقویت به آن؛ و خود موکداً قسم به قرآن مجید یاد می‌فرمایند که در حمایت مشروطیت یک آن غفلت ننمایند.
او به همراه شیخ فضل‌الله نوری و شیخ میرزاحسن تبریزی به عنوان رهبران جریان مشروطه مشروعه تلاش بسیاری کردند و موفق شدند که قانون متمم قانون اساسی را به تصویب مجلس برسانند. وقتی حاجی خمامی حضور در تهران را بی‌ثمر دید به رشت بازگشت. او در رشت به مخالفت با مشروطه خواهان پرداخت و خواهان مشروطه مشروعه شد. حاجی حتی فتوایی در مخالفت با مشروطه صادر کرد. مشروطه خواهان که حضور مؤثر حاجی را برنمی‌تابیدند دست به ترور حاجی زدند ولی موفق نشدند. چندی بعد در روزی که مشروطه خواهان رشت را به تصرف خود درآوردند دست به کشتار مخالفان زدند. در این بین در بهمن ۱۲۸۷ ش (۲۹ ذی الحجه ۱۳۲۶ق) حاجی خمامی به دست مشروطه خواهان ترور شد. مزار ایشان در قبرستان وادی السلام نجف واقع است.

## زندگی شخصی
احمد سمیعی گیلانی نوهٔ دختری خمامی است. سید محمود روحانی داماد او بود.